# Abbazia di Sant'Antonio di Ranverso

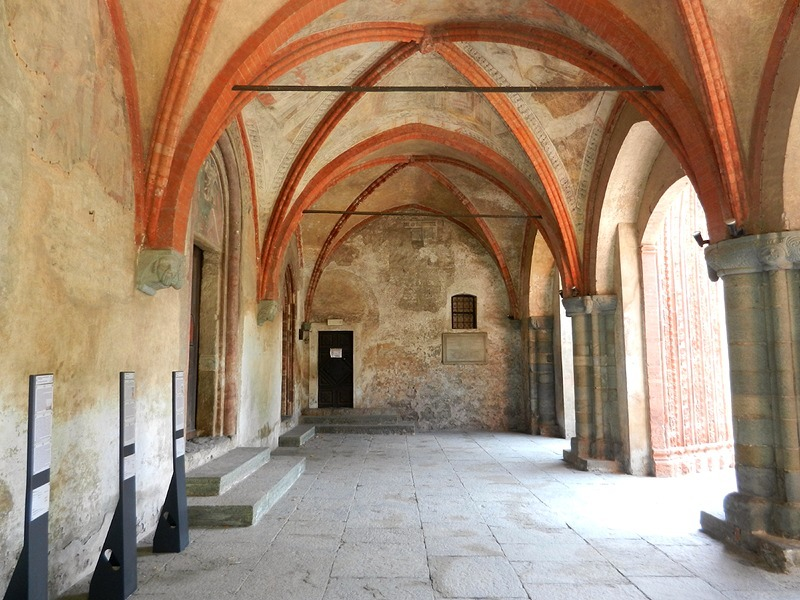
Una veduta del pronao della chiesa di Sant'Antonio Abate di Ranverso

L'abbazia di Sant'Antonio di Ranverso, o meglio Precettoria, è un edificio religioso piemontese fondato dall'Ordine ospedaliero di Sant'Antonio di Vienne e situato a Buttigliera Alta, in città metropolitana di Torino, al principio della Valle di Susa.
La nascita del complesso monastico risale agli ultimi anni del XII secolo su volere del conte Umberto III di Savoia e il suo nome combina la dedica a sant'Antonio abate e il toponimo di rivus inversus, riferito a un canale situato a nord delle colline moreniche nelle vicinanze.
Un tempo c'era la tradizione di allestire la scena della Natività sul terreno della Precettoria, all'interno del presepe vivente, che coinvolgeva centinaia di persone, fra adulti e bambini, nella rappresentazione dei passi biblici riguardanti la nascita di Gesù tutti vestiti con abiti dell'epoca.

## Storia
Le prime notizie di una cappella presso il luogo del Rivus Inversus si hanno già a partire dal 1156 ma soltanto nel 1188 è documentata la donazione del terreno da parte di Umberto III di Savoia, che diede in uso l'area ai canonici regolari di Sant'Antonio di Vienne, in seguito noti come "Antoniani e Fan di lazza ", con l'intento di creare una struttura dotata di una foresteria per i pellegrini e anche una sorta di lazzaretto per coloro i quali erano afflitti dal "fuoco di sant'Antonio".
 L'ubicazione, infatti, era strategica poiché rappresentava un'importante tappa della Via Francigena di entrambi i percorsi provenienti dai vicini valichi del Moncenisio e del Monginevro, prima di entrare nelle città di Rivoli e successivamente di Torino.
In seguito, con l'avvento dell'epidemia di peste della seconda metà del XIV secolo, l'ospedale di Ranverso svolse un ruolo fondamentale per la cura e l'assistenza agli appestati, poiché venivano attuate apprezzabili pratiche di isolamento e cura delle piaghe infette mediante il grasso dei maiali per evitare l'espandersi dell'infezione, tant'è che la stessa iconografia di sant'Antonio abate divenne esplicita, raffigurando il santo sempre accanto a un suino.
Il complesso fu rimaneggiato più volte nel corso dei secoli alterandone fortemente la forma originale e l'ultimo intervento conclusivo a completamento della chiesa fu operato nell'ultimo trentennio del XV secolo su volere di Jean de Monthenou, che venne nominato commendatario nel 1470; all'epoca il complesso comprendeva un ospedale, di cui rimane solo una facciata, la precettoria e la chiesa.
Alla fine del XVIII secolo S. Antonio di Ranverso godeva di un consolidato potere sul territorio e la zona circostante appariva abbastanza popolata, a tal punto da giustificare la presenza di svariati edifici rurali. Nel 1776, dopo la soppressione dell'Ordine Ospedaliero degli Antoniani, i possessi di Sant'Antonio di Ranverso contavano circa un quarto dei terreni del comune di Buttigliera Alta e quattro grandi cascine alle sue dipendenze; queste proprietà furono assegnate da papa Pio VI all'Ordine Mauriziano, ancora attuali detentori dell'abbazia.
Il complesso è stato dichiarato monumento nazionale nel 1883 e restaurato prima da Alfredo D'Andrade e da Cesare Bertea all'inizio del Novecento.
Nel 2007 gli esterni di Ranverso sono stati luogo di ripresa di alcune scene del film horror La terza madre di Dario Argento, capitolo conclusivo della trilogia delle Tre Madri.
L'11 marzo 2025 è stato firmato l'accordo attuativo con cui la Regione Piemonte assegna alla Fondazione Ordine Mauriziano fondi per € 5.000.000 finalizzati all'ampliamento dell'offerta turistica mediante il restauro degli edifici dell'Ospedaletto e della Cascina Bassa, intervento che consentirà la realizzazione di una caffetteria-ristorante, di un ampio parcheggio e di una foresteria al servizio di chi percorre gli itinerari dell'antica Via Francigena.

## Descrizione

### Esterno
Il complesso monastico sorge in un'area collinare a 336 metri s.l.m. e distante circa venti chilometri da Torino. Esso rappresenta una testimonianza di grande interesse storico, artistico e naturalistico. 

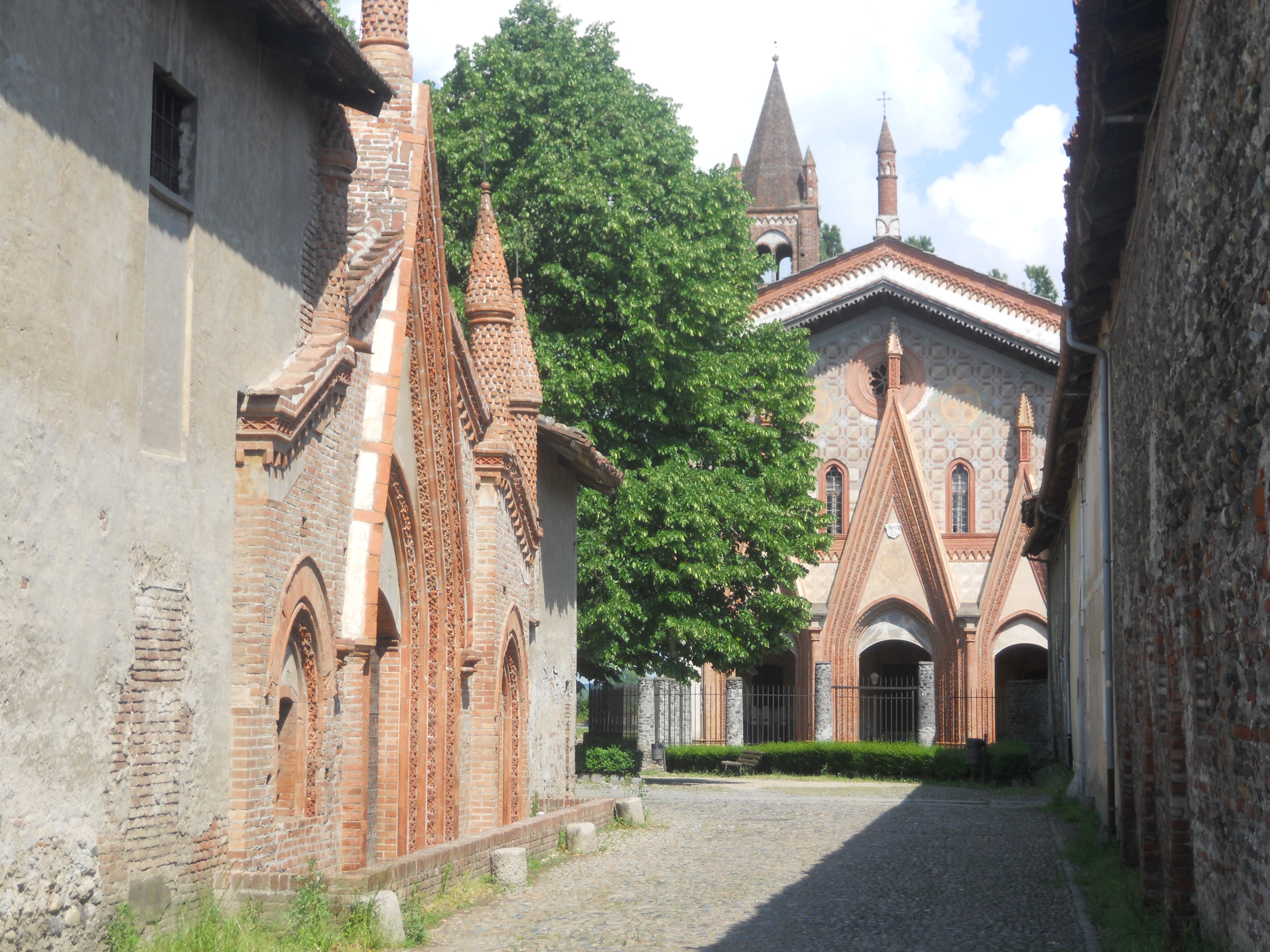
Facciata Abbazia ed ospedale

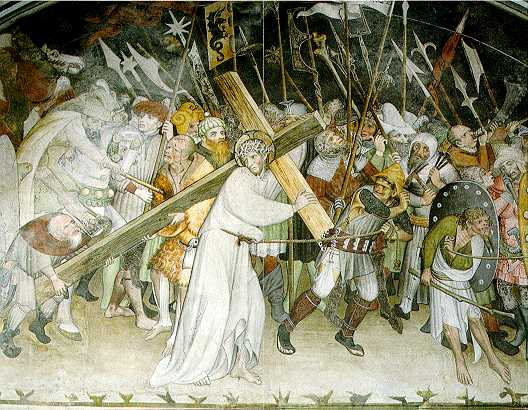
Dettaglio dell'affresco Salita al Calvario di Giacomo Jaquerio

Tra gli attuali fabbricati disposti a corte spicca la chiesa e l'ospedale, di cui è rimasta soltanto la quattrocentesca facciata caratterizzata dalla ghimberga in cotto. 
La chiesa si distingue per i suoi motivi tipicamente tardogotici di influenza francese, di cui le tre imponenti ghimberghe dei portali decorate con formelle in terracotta e pinnacoli sono l'elemento predominante; sul lato sinistro, ma completamente incluso nel perimetro del corpo di fabbrica della chiesa, si erge il campanile caratterizzato da tre piani di bifore e sormontato da quattro pinnacoli che circondano una cuspide ottagonale del XIV secolo.

### Interno
L'interno della chiesa è pregevole e ben conservato. Le navata principale, affiancata dalle due laterali, è scandita da pilastri polistili a cui si alternano ampie cappelle sormontate da volte a crociera ogivali. Numerosi sono gli affreschi realizzati da Giacomo Jaquerio, considerati uno dei capolavori della scuola tardogotica piemontese risalenti al secondo decennio del XV secolo e raffiguranti la Storia della vita di san Biagio, la Madonna in trono tra i santi, la Natività con i santi, le Storie di sant'Antonio Abate; degno di nota è il ciclo di affreschi della sagrestia raffigurante la vita di Cristo firmato dallo stesso autore che comprende un'Annunciazione, i Santi Pietro e Paolo, l'Orazione nell'Orto, gli Evangelisti sulle vele della volta e, sulla lunetta, la celebre Salita al Calvario.

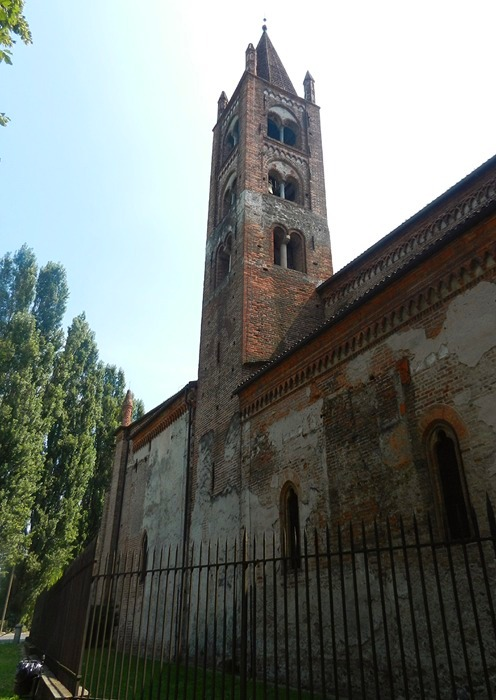
Una veduta del campanile

L'abside conserva inoltre un pregevole pentittico di Defendente Ferrari datato 1531 e realizzato come voto su volere della vicina città di Moncalieri durante l'epidemia di peste dello stesso anno.
Dalla navata di destra si accede all'unico lato superstite del chiostro che in origine si estendeva a latere della chiesa e la congiungeva con il vicino monastero rimaneggiato nel XVIII secolo riadattando il precedente edificio quattrocentesco.

## Cascina Ranverso
Un viale rettilineo che attraversa campi coltivati collega l'abbazia alla Cascina Nuova d'Indrit, un interessante complesso rustico che ha conservato inalterata la caratteristica morfologia architettonica "a corte chiusa" risalente al 1782, su probabile progetto attribuibile a Giovan Battista Feroggio.
La costruzione rappresenta una delle più antiche cascine agricole piemontesi immersa in un territorio che conserva un’ampia copertura boschiva e i tratti caratteristici di un paesaggio agrario. La Cascina Nuova era compresa nelle proprietà dell’Abbazia di Sant’Antonio di Ranverso e nel 2017 è stata riaperta al pubblico a seguito di un lungo e attento restauro conservativo a opera di privati che hanno rinominato la struttura Cascina Ranverso, trasformandola in un agriturismo.

### Esplicative
1. ↑  L'interno della chiesa è caratterizzato da volte a crociera, al cui centro di ognuna vi sono decorazioni originali coeve con la costruzione della chiesa e caratterizzate da motivi differenti che raffigurano la storia della salvezza dalla creazione del mondo alla resurrezione di Cristo. Nella prima crociera è visibile un cerchio con stelle chiare su sfondo rosso e nero: rappresenta la creazione. Nella seconda crociera è visibile un decoro a bassorilievo rappresentante un angelo che rappresenta l'incarnazione di Gesù. Nella terza un agnello indicativo del Natale. Le ultime due crociere sono decorate rispettivamente con una stella rossa su fondo scuro a simboleggiare la morte di Gesù e una stella su fondo chiaro a simboleggiarne la resurrezione. La rappresentazione del sole nell'abside invece è di fattura successiva, probabilmente settecentesca.
2. ↑  Nel 1914 fu scoperta l'iscrizione in caratteri gotici «[picta] fuit ista capella p[er] manu[m] Jacobi Jaqueri de Taurino».
3. ↑  La Salita al Calvario raffigura su sfondo neutro una folla di figure armate di lance, bandiere e alabarde che si librano nella parte superiore. Questi personaggi contornano, seppur a una certa distanza, la figura dolente del Cristo che porta la croce, mentre figure crudeli e stralunate lo aiutano in malo modo, spingendo il legno o tirando il Salvatore con una corda. Nella grande varietà di tipi umani, dal nordico con la pelle chiara e la barba rossa al caucasico con la pelle bruna, dal giovane al vecchio, dal povero al ricco, prevale un senso lineare grazie alla marcata linea nera dei bordi, con una raffinata attenzione ai dettagli, come la resa del legno nodoso della croce. Ogni soggetto si stacca così espressivamente dal gruppo, creando una visione drammatica e priva di sentimentalismi.

### Bibliografiche
1. 1 2  AA. VV., 2005, pp. 184-186.
2. ↑   Da Sant'Ambrogio di Torino a Rivoli (Km 13,6) – Turismo Torino e Provincia (archiviato dall'url originale il 19 maggio 2015).
3. 1 2  AA. VV., 2005, p. 183.
4. ↑   La Precettoria di Sant'Antonio di Ranverso amplia l'offerta turistica, su regione.piemonte.it.
5. 1 2  AA.VV., Ordine MAuriziano (a cura di), 1999.
6. ↑  AA. VV., 2005, p. 185.
7. ↑  AA. VV., 2005, p. 186.
8. ↑   Copia archiviata, su cascinaranverso.it. URL consultato il 21 gennaio 2018 (archiviato dall'url originale il 22 gennaio 2018).